# K3: Afscheidstour

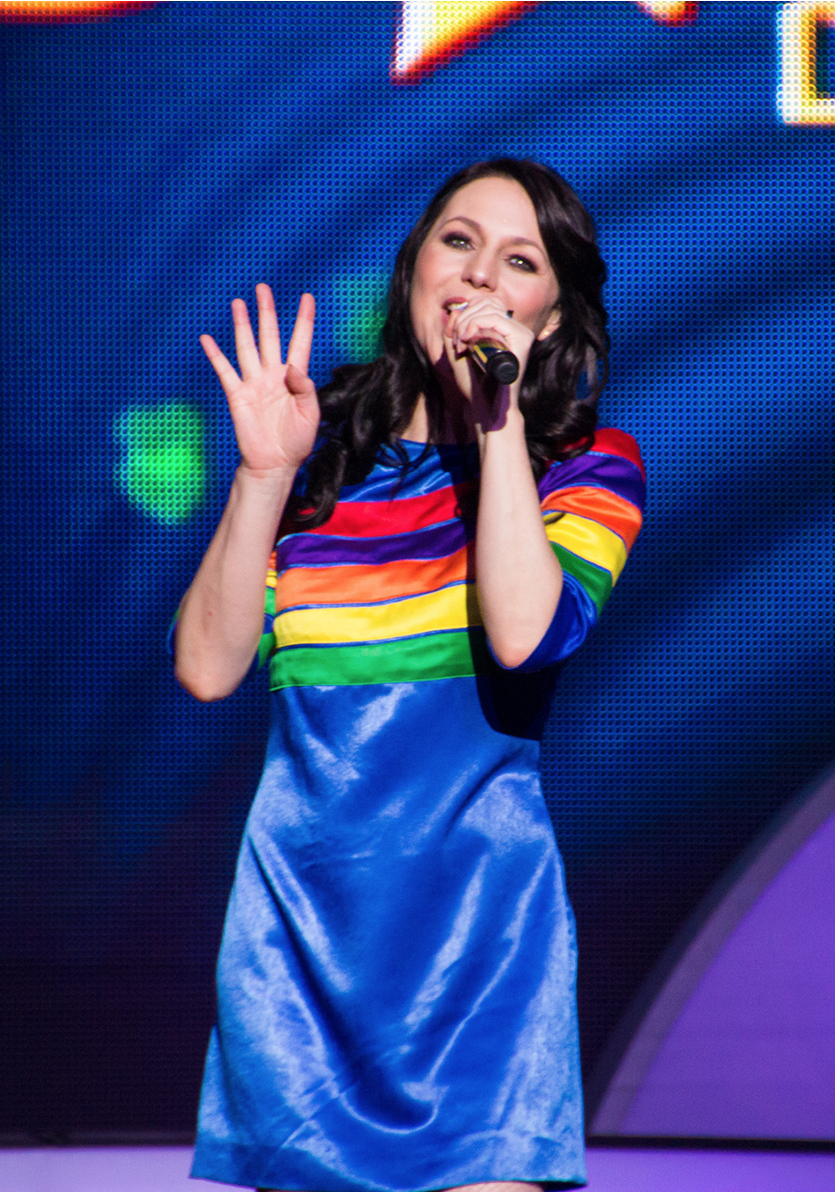
Kristel in 2016 tijdens de K3 Afscheidstour.

De K3: Afscheidstour was de laatste tour van de meidengroep K3 in de bezetting van Karen Damen, Kristel Verbeke en Josje Huisman. Het was tevens de eerste show van Hanne Verbruggen, Marthe De Pillecyn en Klaasje Meijer die via het televisieprogramma K3 zoekt K3 tot de nieuwe zangeressen van K3 waren verkozen. De show liep van 28 november 2015 tot 8 mei 2016.
De show trok dermate veel publiek dat voor enkele avondshows staanplaatsen werden geregeld. De afscheidstour werd ook met enkele weken verlengd.
Van de concertreeks verschenen een dvd en blu-ray.

## Setlist
- Opening (bevat fragmenten uit Teleromeo, MaMaSé! en Oya lélé)
- MaMaSé! door: Karen, Kristel en Josje
- TV Medley: De wereld van K3, K3 Kan Het! en Hallo K3 door: Karen, Kristel en Josje
- 10.000 luchtbalonnen door: Hanne, Marthe en Klaasje
- Als het binnenregent door: Hanne, Marthe en Klaasje
- Kusjessoldaten door: Hanne, Marthe en Klaasje
- Filmmedley: Prinses, Superhero, Loko le, Trouwen en Waar zijn die engeltjes? door: Karen, Kristel en Josje
- Heyah mama door: Hanne, Marthe en Klaasje
- Kus van de juf door: Hanne, Marthe en Klaasje
- Medley: Jij bent de bom!, Jodelee en Rettettet door: Hanne, Marthe en Klaasje
- Musicalmedley: Alice in Wonderland, Filmster, Geloof in jezelf, Niet-verjaardagsfeest, Amor, Toveren, De 3 biggetjes door: Karen, Kristel en Josje
- Alle kleuren door: Karen, Kristel en Josje
- Oya lélé door: Hanne, Marthe en Klaasje
- Hit Medley: Verliefd, Teleromeo, Kuma he, Oma's aan de top, Handjes draaien en Eyo! door: Karen, Kristel, Josje, Hanne, Marthe en Klaasje
- K3 Loves You door: Karen, Kristel en Josje
- 10.000 luchtballonnen door: Hanne, Marthe en Klaasje